# Marca de Lusacia
La marca o margraviato de Lusacia (en alemán: Mark(grafschaft) Lausitz) fue una marca fronteriza del Sacro Imperio Romano Germánico en la frontera oriental del río Bóbr con Polonia y posteriormente con los ducados de Silesia desde el siglo X hasta el siglo XIV d. C.

## Geografía
El territorio del margraviato correspondía aproximadamente con la región actual de la Baja Lusacia. Originalmente se extendía desde el borde del ducado raíz sajón a lo largo del río Saale, en el oeste, hasta la frontera con Polonia en el río Bóbr, en el este. Desde aproximadamente 1138, el territorio polaco adyacente más allá del río era parte del ducado de Silesia (Baja Silesia). En el norte, la marca de Lusacia lindaba con la Marca del Norte, que se perdió en el Gran Levantamiento Eslavo de 983 y se restableció como margraviato de Brandeburgo bajo el margrave asceano Alberto el Oso en 1157, así como en la Tierra de Lubusz, núcleo del territorio de Brandeburgo Neumark desde 1248 en adelante. En el sur, el margraviato de Meissen también surgió de la antigua Marca Geronis, su parte occidental se fusionó con el posterior Electorado de Sajonia, mientras que las tierras orientales de Milceni surgieron como la Alta Lusacia. 
A lo largo de los siglos, el territorio margávico disminuyó a favor del condado ascaniano de Anhalt y el ducado de Sajonia-Wittenberg. Otros territorios en el oeste se dividieron por medio de la distribución, como el Osterland gobernado por los margraves de Landsberg o el condado de Brehna.

## Historia
La región oriental del anterior limes Sorabicus, donde se asentaban las tribus eslavas Veleti y Milceni, fue gradualmente conquistada hasta 963 por el conde sajón Gero de Merseburgo, quien añadió el territorio entre los ríos Saale y Bóbr a su Marca Geronis, que el duque sajón y rey alemán Otón I había fundado en 937. Después de la muerte de Gero en 965 y la pérdida de la Marca del Norte en el curso del levantamiento eslavo de 983, Lusacia se convirtió en el corazón de la restante Marca Sajona Oriental (Ostmark) bajo el margrave Odón I.
Mientras que el término Ostmark permaneció en uso durante siglos, la Marca de Lusacia apareció como unidad administrativa separada por lo menos en 965 con la fundación concurrente de las marcas de Meissen, Merseburgo y Zeitz. La división entre Baja Lusacia y las adyacentes tierras de Milceni, en torno a Bautzen y Görlitz (después Alta Lusacia), entonces parte de Meissen, también era evidente incluso tan temprano.
En 1002, las marcas de Lusacia y Meissen fueron conquistadas por el duque Bolesław I Chrobry de Polonia durante la campaña del rey Enrique II contra el rebelde Enrique de Schweinfurt. El sucesor de Enrique, Conrado II emprendió dos campañas, en 1031 y 1032, que reconquistaron tanto la Baja Lusacia como la Alta Lusacia a Miecislao II de Polonia.
Para el reinado del rey Enrique IV desde 1056, Lusacia había sido reincorporada al Sacro Imperio Romano Germánico y formaba una de las cuatro divisiones de la Alta Sajonia junto con Meissen, la Ostmark y Zeitz. Estas regiones no siempre estuvieron gobernadas por margraves separados, pero eran principalmente divisiones administrativas. Lusacia y la Ostmark estaban gobernadas conjuntamente y finalmente la Ostmark fue reducida a poco más que la Baja Lusacia. Bajo Enrique IV, la Alta Lusacia fue segregada de la marca de Lusacia y concedida como feudo a Boleslao II de Polonia. 
El primer "margrave de Lusacia" es solamente conocido desde 1046. Bajo el emperador Lotario III, la Alta y Baja Lusacia fueron otra vez reunificadas en 1136. Los términos "Ostmark" y "Lusacia" fueron intercambiables en el siglo XII, aunque en 1128 el conde Enrique de Groitzsch se registra como Margrave de la Ostmark, pero no recibe la Marca de Lusacia hasta 1131. Mientras que en 1156 el emperador Federico I Barbarosa invistió a Ladislao II de Bohemia con la Alta Lusacia, el territorio del margraviato de (Baja) Lusacia fue aún más reducido con la fundación del Margraviato de Landsberg, el Condado de Anhalt y el Ducado de Sajonia-Wittenberg.
Desde 1210 Baja Lusacia estuvo en posesión de los margraves de Meissen de la Casa de Wettin. Cuando el último margrave lusacio Enrique IV murió en 1288, el territorio lusacio cayó en manos de su nieto el margrave Federico Tuta de Landsberg. Su sucesor Dietrich (Diezmann) lo vendió a Otón IV, Margrave de Brandeburgo en 1303. Finalmente fue adquirido por el emperador Carlos IV en 1367 e incorporado a las Tierras de la Corona Bohemia.

## Margraves de (Baja) Lusacia o de Marca Sajona Oriental (Ostmark)
- Dedo I, 1046-1075
- Dedo II, fl. 1069
- Enrique I, 1075-1103
- Enrique II, 1103-1123
- Wiprecht, 1123-1124
- Alberto el Oso, 1123-1128
- Enrique III de Groitzsch, 1124-1135
- Conrado de Wettin, 1136-1156, también Margrave de Meissen desde 1123
- Teodorico II, 1156-1185, hijo de Conrado, Margrave de Landsberg titular
- Dedo III, 1185-1190, hermano
- Conrado II, 1190-1210, hijo

### Margraves de Meissen
- Teodorico II el Oprimido, 1210-1221, también margrave de Meissen desde 1198
- Enrique III de Meissen, 1221-1288, último margrave de Lusacia

### Margraves de Landsberg
- Federico Tuta, 1288-1291, nieto de Enrique IV
- Teodorico IV, 1291-1303, nieto de IV

El Margraviato de Lusacia (Ostmark) fue adquirido por los margraves ascanios de Brandeburgo en 1303.

### Margraves de Brandeburgo
- Otón I, 1303-1308
- Valdemar, 1308-1319, línea extinguida, Lusacia tomada por el emperador Luis IV
- Luis I, 1323-1351
- Luis II, 1351-1365
- Otón II, 1365-1367

Lusacia se convirtió en territorio de la corona bohemia en 1367.